# Satyrus dorion
Satyrus dorion är en fjärilsart som beskrevs av Jacob Hübner 1790-1793. Satyrus dorion ingår i släktet Satyrus och familjen praktfjärilar. Inga underarter finns listade.